# 特羅亞內 (迪卡尼卡市鎮)
49°50′27″N 34°28′8″E / 49.84083°N 34.46889°E
特羅亞尼（羅馬化：Troiany）是位於烏克蘭中部波爾塔瓦州波爾塔瓦區迪卡尼卡市鎮的村莊，處於中霍夫特瓦河右岸，面積0.191平方公里，海拔高度117米，2001年人口21。